# 地誌学
地誌学（ちしがく、英語: regional geography）とは、系統地理学の研究成果を利用しながら、特定の地域の性格について総合的に理解していくことを目標とする、地理学の一分野である。特殊地理学、地域地理学、地方地理学とよぶこともある。
地誌学では、特定の地域における地域構造（地域の構成要素の関係性）や地域性の解明などを目標としていく。

## 学史
各地域において地誌の記録は古代から行われていたが、科学として地誌学が成立したのは19世紀に入ってからである。
近代地誌学はアレクサンダー・フォン・フンボルトやカール・リッターにより成立し、フェルディナント・フォン・リヒトホーフェン、フリードリヒ・ラッツェル、ポール・ヴィダル・ドゥ・ラ・ブラーシュにより発展していった。
その後、ヘットナーは、地理学の本質として地域的観点を強調した。このとき、地域の性格の考察、すなわち地域構造の解明が重視された。ヘットナーやリチャード・ハーツホーンは、地理学の本質として地誌学を位置づけていた。一方、オットー・シュリューターが景観論を考案した。シュリューターは、景観に大きな影響を与えている地域の構成要素に着目して研究すべきと主張した。
伝統的な地理学においては、地誌学が地理学の中心にあったが、伝統的な地誌学への批判（個性記述的であり非科学的であったという主張）や計量革命の結果、地誌学は弱体化し、存在感は弱くなっていった。
しかし、新しい地理学への批判とともに、1970年代後半から英語圏やフランス語圏において、弱体化した地誌学を再生していく流れがでてきた。英語圏における地誌学の再生の流れは新しい地誌学（new regional geography）といい、社会科学の理論を援用して地域を説明しようとしている。
このほか、地誌学の新たな方法論として、フランスでコレーム地理学が提唱されている。

## 系統地理学と地誌学の違い
地理学の考察では、系統地理学的な見方と地誌学的な見方の2種類がある。
ドイツの地理学者アルフレート・ヘットナーは、地域の構造を明らかにし、地域の性格を理解することを地理学の目標としたが、その際、地域の構造には、空間的多様性と地域間結合に着目するアプローチと、特定地域における地理的事象どうしの関係性に着目するアプローチの2つがあるとした。
この考え方は、世界地図を何枚も重ねていった図で表現できる。この世界地図では1枚ごとに特定の地理的事象を表示しているが、横から見て特定事象の空間分布を考察する見方と、上から見て特定地域の諸事象の関係性を理解しようとする見方ができ、前者が系統地理学的な見方、後者が地誌学的な見方といえる。

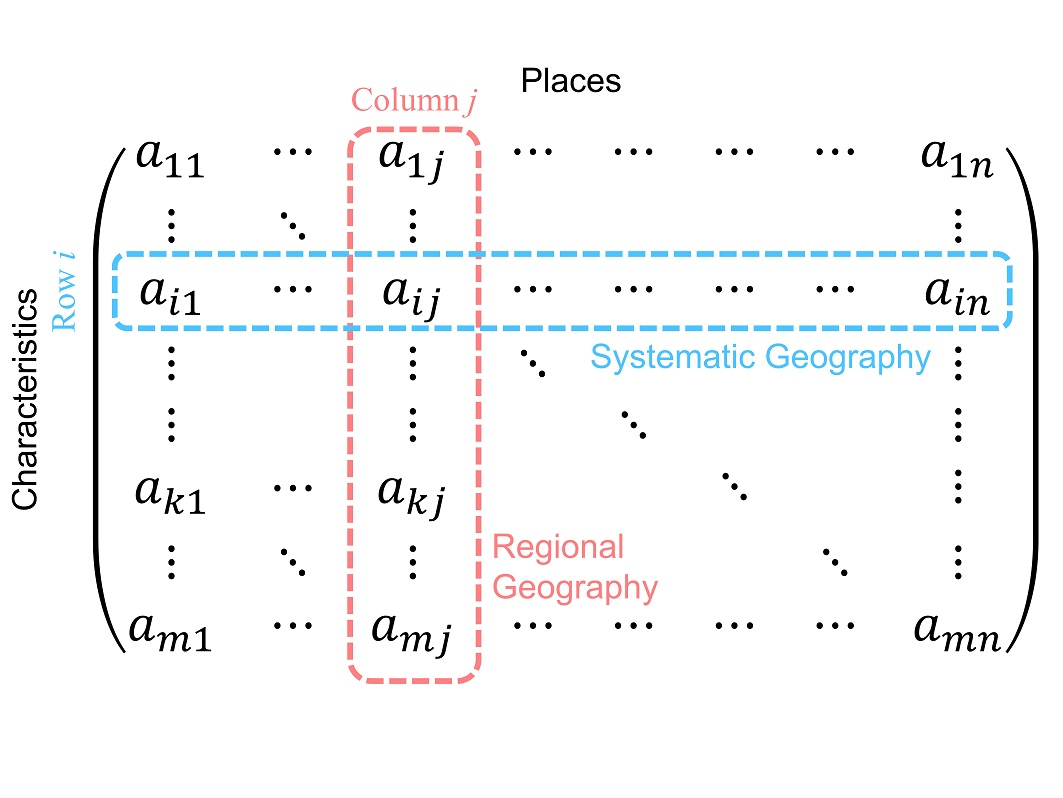
地理行列による地理学のアプローチ（系統地理学・地誌学）の説明。この地理行列では、行は属性、列は地域、各行と各列の交点（行列の成分）は当該地域の地理的事象が示される。

この他、ブライアン・ベリーは地理行列を利用した説明を行った。ベリーは、研究対象とするトピックを、地理行列上にて行を列より長くとった場合に系統地理学的に、列を行より長く取った場合に地誌学的な分析になると指摘した。

## 地域スケール
地誌学において、研究対象とする地域のスケールは一定ではなく、研究対象地域を大陸レベルに設定することもあれば、市町村や一集落に設定することもある。

## 方法
地誌学の方法として、静態地誌・動態地誌・比較地誌が挙げられる。

### 静態地誌
静態地誌とは、地域を構成する多くの要素を順番に網羅しまとめていく方法である。長所として、地域の構成要素を欠落なく記載できる点、記載されている要素がどの地域でも同じであるため地域間での比較を行いやすい点が挙げられる。一方、短所として羅列的な説明になりやすい点が挙げられる。

### 動態地誌
動態地誌とは、それぞれの地域において特徴的な要素を主に取りあげ、それらと他の要素との関係性に着目して地域性を論じていく方法である。この方法は、静態地誌の欠点を解消するために考えられた方法である。

### 比較地誌
比較地誌とは、静態地誌や動態地誌の方法を用いて複数の地域を比較考察し、共通点や相違点をもとに地域性を解明していく方法である。比較地誌の長所として、比較考察により各地域の地域性がわかりやすい点が挙げられる。